# 技术制图

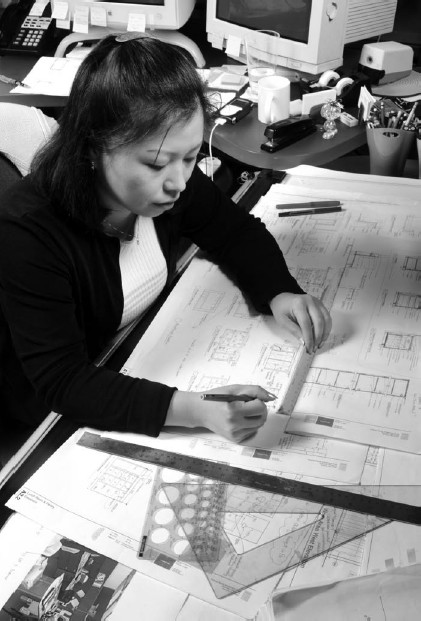
工作中的制图师

工程製圖（英語：technical drawing、或，通称工程制图）是创建标准化工程图纸（technical drawing(s)，也称技术图纸）以描述物件的功能或结构的技术。它是一门专业基础学科，以画法几何的投影理论为基础，以直尺、圆规、图板等为工具，以黑板、木模、挂图等为媒介，已有200多年的历史。工程图是生产中必不可少的技术文件，是在世界范围通用的“工程技术的语言”。正确规范的绘制和阅读工程图是工程技术人员的基本素质。
技术制图在工业和工程中对表达设计师的设想有着重要的作用。为了使图纸便于沟通理解，人们采用了相似的符号、透视投影、单位、样式和版面设计等。这些要素共同构成了一套视觉语言，使图纸避免产生歧义，且相对容易理解。制图的很多常用符号和原则可在ISO 128中查到。
對物件的功能或結構準確傳達的需求使得工程製圖不同於視覺藝術的繪圖。藝術家的畫作通常可主觀解釋，含意不唯一，但工程圖紙則應盡量只有唯一含意。
掌握技术制图的技能的专家称为“制图员”或“制图师”（drafter、英語：或 ）。

## 方法
现在，制图的流程大部分实现了自动化，并且通过计算机辅助设计系统的使用得到了大大的加速，但工程图纸的修订控制任务依然是非自动化的。

### 手绘或尺规作图

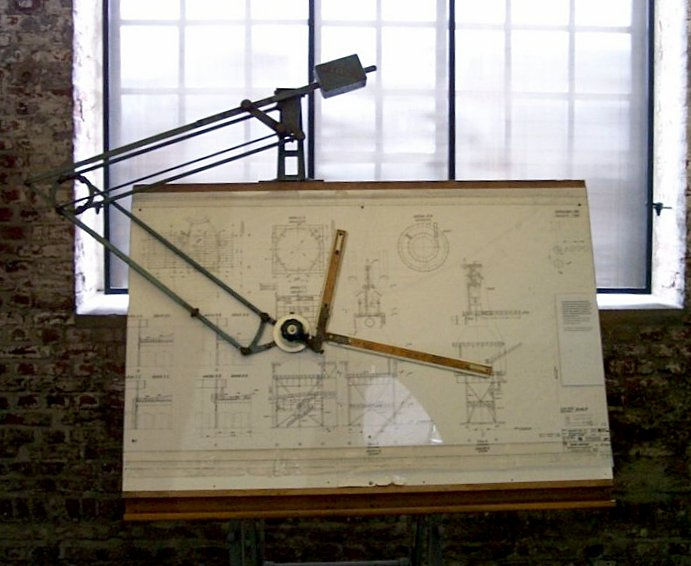
一张绘图桌

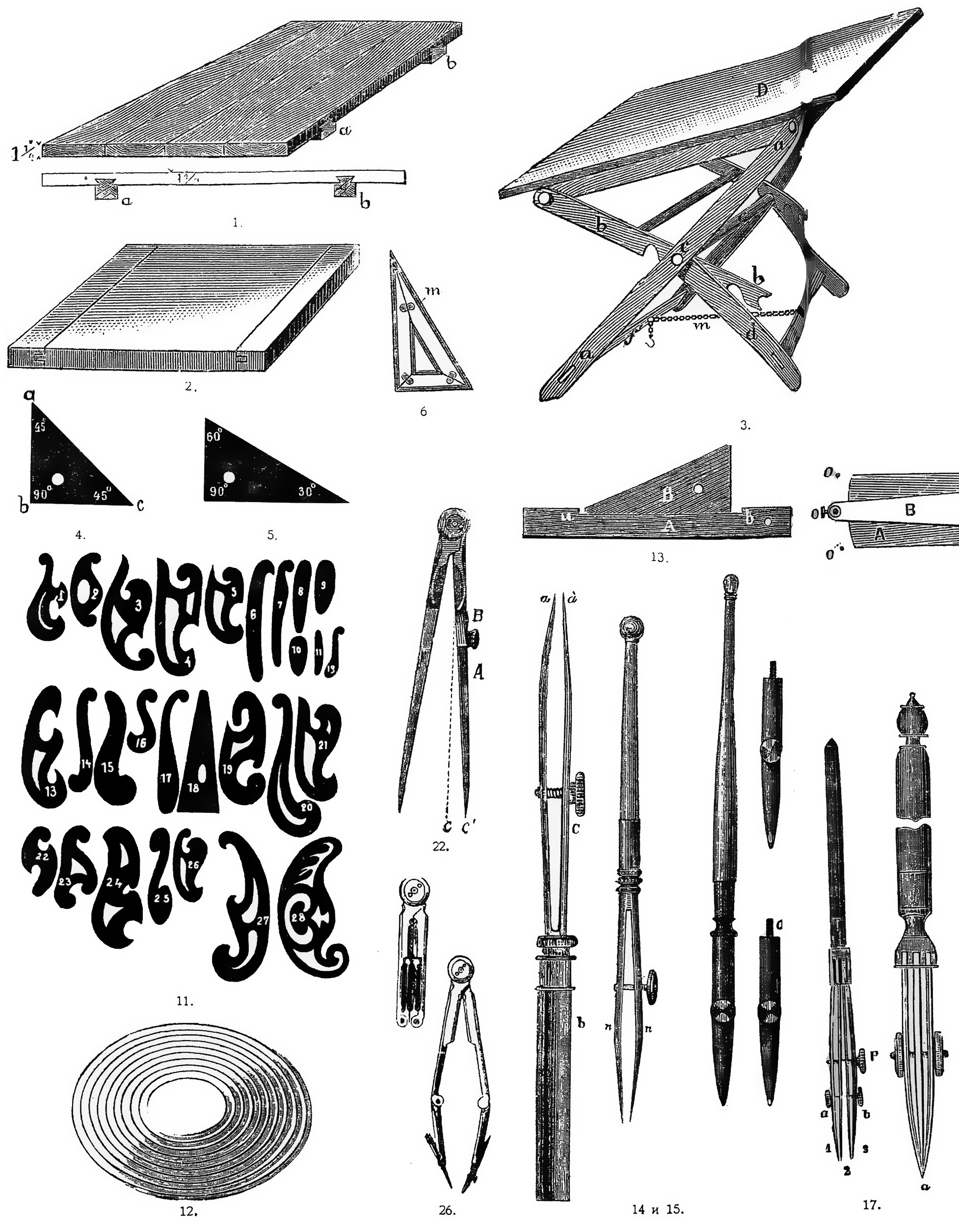
老式制图工具

最基本的制图方法是将纸张平铺在平滑的表面上（通常使用画板），然后将丁字尺尺头紧贴画板的一侧，尺身跨过图面，使之可以在图纸上滑动。
简单地移动丁字尺尺头，即可用铅笔、針筆或代針筆绘制平行线。在丁字尺上放置已知角度的三角尺或其他绘图工具，即可绘制其他角度的线条。现代的绘图桌常配有两侧都贴边的绘图机，以避免倾斜或弯曲，保证画出来的水平线是平行的。
此外，制图师还使用各种绘图工具来绘制曲线和圆。其中较基础的是用于画圆或弧线的圆规，以及画曲线的曲线板。蛇形尺则由橡胶包裹的金属链组成，可以手动调节为各种形状的曲线。

### 電腦輔助設計

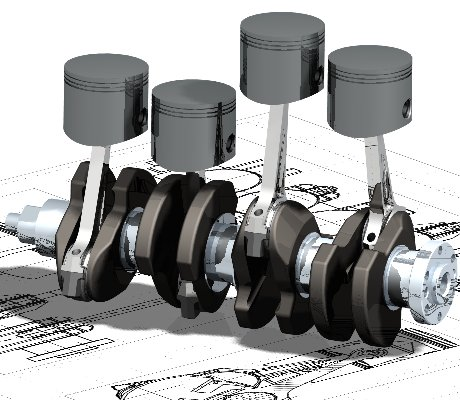
一个曲轴的CAD模型

現在，隨著電腦輔助設計（英語：Computer-Aided Design，CAD）系統的應用，製圖在得到了極大的自動化和提速。
電腦輔助設計系統主要有兩種：平面（二維(2D)）和立體（三維(3D)）。
CAD圖紙是用應用軟體透過設計草圖和其他輸入從頭開始建立的。其他CAD圖紙是從原有的電子CAD檔案，透過複製全部或部分另一個CAD檔案，經過改動，然後另存為新檔案得到。只有物理形式存在的圖紙（藍圖，遺失檔案的設計圖，等等）可以用一種「紙到CAD轉換」（圖紙轉換，數位化，向量化）的程式來轉為CAD檔案。

## 技术制图的应用

### 建築
为了表达各个方面的形状或设计，建筑图纸中需要详图（或称“大样”）。在建筑领域，图纸常指建筑平面图，即用一个假想的水平面沿略高于窗台的位置剖切房屋后，移去上面的部分，下面部分的正射投影即为建筑平面图，简称平面图。

### 工程

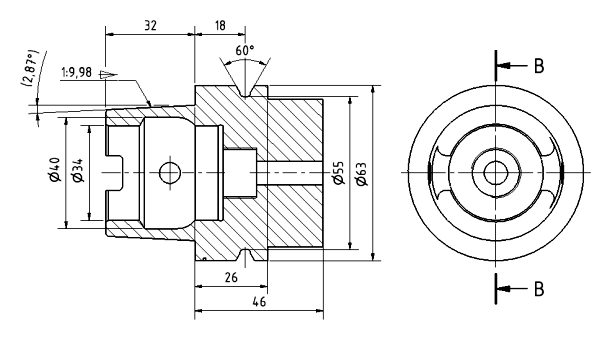
一个零件的工程圖

“工程”是一个非常宽泛的概念，英语中的工程一词源自拉丁语，意为“创造”。由于人类的几乎任何创造都可以称作“工程”，在技术制图中，“工程”的狭义概念通常是指机械工程的物件，例如零件和机器。

## 视点

### 多視圖

考虑画右视图的情况：左为第一视角，右为第三视角。

多视图使用正射投影。多视图有两种常用标准：第一视角和第三视角，這也是國際標準化組織採取的兩種標準。二者的主视图都是一样的，区别在于：第一视角下，画完主视图后，物体向右旋转90度后，将看到的左视图画在主视图右侧，其原理是平行的投影線從觀察者的方向出發，先後經過物體和投影面；而第三视角下是以面的所在位置为准，画完主视图后，物体向右旋转90度后，因为实际看到的是左视图，因此将看到的视图画在左侧，其原理是平行的投影線從觀察者的方向出發，先穿過投影面，然後到達物體。
| 中國大陸 | 第一視角，必要時第三視角為輔                                           |
| 台灣     | 第一視角、第三視角同等適用，但須特別注意同一張圖中必須統一使用一種視角 |
| 美國     | 第三視角                                                               |
| 日本     | 第三視角，必要時第一視角為輔                                           |
| 德國     | 第一視角為主，必要時第三視角為輔                                       |

### 剖面图
多视图通常看到的是物体的外表面，而剖面图则表现一个假想的切开物体的平面。它常用于表现物体内的空间。

### 辅助视图
辅助视图使用的是不同于多视图中的投影面。为了显示物体的真实形状和尺寸，投影面需要和物体表面平行。因此，不平行于三个主轴的表面需要其单独的投影来正确地表现其特征。

### 分解圖

一个齿轮泵的Exploded-view drawing

分解图（英語：Exploded-view drawing，也称“爆炸图”）是技术制图中表现某物件中各个零件的关系或连接顺序的一种图纸。它在一个三维空间中将各零件稍微分开各零件或让其围绕中心悬浮地显示。图中物体被表现得像是从中间被轻微地炸开，使零件被分离开了一样。

## 標準和約定

### 基本起草紙張尺寸
紙張尺寸是將紙張的長寬規範成固定的比例尺寸來使用。目前在國際間最常使用的是ISO所制定的標準，並將尺寸冠以編號例如A4、B5等等。在不同年代，全球各地也有當地通用的紙張尺寸。在書籍、卡片、信封以及日常書寫用紙上，使用統一的紙張尺寸大大提高了生活便利性。

ISO A系列的尺寸圖示，紅框處表示美洲常用的letter和legal尺寸
北美紙張尺寸